# Ehije Ukaki
Ehije Success Ukaki (2 ottobre 2004) è un calciatore nigeriano, attaccante dello Sheffield Utd.

## Carriera
Cresciuto nelle giovanili dell'FDC Vista, il 19 gennaio 2024 è stato acquistato a titolo definitivo dal Botev Plovdiv, club della prima divisione bulgara, ed il 17 febbraio seguente ha debuttato nell'incontro di campionato perso 2-1 contro il Krumovgrad; ha segnato il suo primo gol il 30 luglio successivo, contro la Lokomotiv Plovdiv. Sempre con il club bulgaro nella stagione 2024-2025 ha esordito nelle competizioni UEFA per club, giocando 2 partite nei turni preliminari di Europa League e 2 partite nei turni preliminari di Conference League.
L'11 giugno 2025 è stato acquistato a titolo definitivo dallo Sheffield Utd, club della seconda divisione inglese.

## Statistiche

### Presenze e reti nei club
Statistiche aggiornate all'11 giugno 2025.
| Stagione        | Squadra         | Campionato      | Campionato | Campionato | Coppe nazionali | Coppe nazionali | Coppe nazionali | Coppe continentali | Coppe continentali | Coppe continentali | Altre coppe | Altre coppe | Altre coppe | Totale | Totale | Totale |
| Stagione        | Squadra         | Comp            | Pres       | Reti       | Comp            | Pres            | Reti            | Comp               | Pres               | Reti               | Comp        | Pres        | Reti        | Pres   | Reti   |        |
| --------------- | --------------- | --------------- | ---------- | ---------- | --------------- | --------------- | --------------- | ------------------ | ------------------ | ------------------ | ----------- | ----------- | ----------- | ------ | ------ | ------ |
| gen.-giu.2024   | Botev Plovdiv   | 1L              | 13         | 0          | CB              | 4               | 0               | -                  | -                  | -                  | -           | -           | -           | 17     | 0      |        |
| 2024-2025       | Botev Plovdiv   | 1L              | 34         | 7          | CB              | 2               | 0               | UEL+UECL           | 2+2                | 0                  | SB          | 1           | 0           | 41     | 7      |        |
| Totale carriera | Totale carriera | Totale carriera | 47         | 7          |                 | 6               | 0               |                    | 4                  | 0                  |             | 1           | 0           | 58     | 7      |        |